# Andaspis ambigua
Andaspis ambigua är en insektsart som först beskrevs av Charles Kimberlin Brain 1920.  Andaspis ambigua ingår i släktet Andaspis och familjen pansarsköldlöss. Inga underarter finns listade i Catalogue of Life.